# Остерштет
Остерштет (њем. Osterstedt) општина је у њемачкој савезној држави Шлезвиг-Холштајн. Једно је од 165 општинских средишта округа Рендсбург. Према процјени из 2010. у општини је живјело 635 становника. Посједује регионалну шифру (AGS) 1058125.

## Географски и демографски подаци
Остерштет се налази у савезној држави Шлезвиг-Холштајн у округу Рендсбург. Општина се налази на надморској висини од 11 метара. Површина општине износи 11,0 km². У самом мјесту је, према процјени из 2010. године, живјело 635 становника. Просјечна густина становништва износи 58 становника/km².